# Je pourrais être votre grand-mère
Je pourrais être votre grand-mère ist ein französischer Kurzfilm von Bernard Tanguy aus dem Jahr 2010.

## Handlung
Olivier arbeitet als Anwalt für eine große Firma. Eines Tages sieht er unweit seiner Wohnung eine alte rumänische Obdachlose sitzen. Die Nacht ist kalt und die Frau erinnert ihn an seine Großmutter. Auch die ablehnende Reaktion seiner Nachbarin, die Bettler nicht vor ihrer Tür sehen will, bringt ihn dazu, kreativ werden. Er bastelt der Frau, die Joana heißt, ein neues Schild, auf das er „Je pourrais être votre grand-mère“(„Ich könnte Ihre Großmutter sein“) schreibt. Das Schild sorgt für höhere Spenden und Joana ist dankbar. Am nächsten Tag hat sich Joanas ganze Großfamilie vor Oliviers Wohnung versammelt. Obwohl er erst dagegen ist, beginnt er, für alle kreative Schilder zu entwerfen, die mal lustig und mal hintergründig sind. Bald fährt er mit seinen Schildern durch ganz Paris und versorgt alle Obdachlosen mit Schildern, die zu ihrer Situation passen.
Sein Engagement lässt ihn seine eigentliche Arbeit in der Firma vernachlässigen. Auch die Kollegen stehen seinem Engagement kritisch gegenüber. Olivier beginnt an seinem Einsatz zu zweifeln, als Joana eines Tages nicht mehr da ist, so sei sie wegen Zahnproblemen in eine Klinik nach Rumänien gebracht worden. Nach einiger Zeit ist Joana wieder da und Olivier und auch andere Pariser, die sie inzwischen liebgewonnen haben, freuen sich. Olivier erhält vom Geschäftsführer der Firma eine Anerkennung ausgesprochen, habe sich sein Engagement doch herumgesprochen und das Image der Firma verbessert. Inzwischen habe sogar die Niederlassung aus New York um ein Briefing gebeten. Olivier verlässt die Firma, streift sich vor der Firmentür den Schlips ab, und geht.

## Produktion
Die Dreharbeiten für Je pourrais être votre grand-mère begannen im März 2010 in Paris. Die Handlung geht auf eine wahre Geschichte zurück, so hatte Drehbuchautor und Anwalt Joël Catherin die rumänische Obdachlose Ioana Geonea kennengelernt, die ihn an seine Großmutter erinnerte. Ioana Geonea ist im Film als Hauptdarstellerin Joana zu sehen wie auch andere Obdachlose im Film tatsächlich wohnungslos waren.
Der Film wurde erstmals am 14. Oktober 2010 im Pariser Kino Le grand action vor Publikum gezeigt. Es folgten zahlreiche nationale und internationale Festivalaufführungen, so wurde der Film 2011 unter anderem auf dem Filmfest Dresden, den Internationalen Filmfestspielen von Cannes 2011 (im Bereich Short Film Corner) und dem Festival du Court-Métrage de Clermont-Ferrand gezeigt.

## Auszeichnungen
Auf dem Filmfest Dresden lief Je pourrais être votre grand-mère 2011 im Wettbewerb um den Goldenen Reiter für den besten internationalen Kurzfilm. Der Film war 2012 für einen César als Bester Kurzfilm nominiert. Er erreichte im Dezember 2011 die Longlist der besten zehn Kurzfilme für einen Oscar 2012 in der Kategorie Bester Kurzfilm.